# Dominika Karger
Dominika Karger (* 31. Oktober 1978 in Kattowitz, Polen) ist eine deutsche ehemalige Handballspielerin.
Die 1,68 m große linke Außenspielerin begann im Alter von 13 Jahren mit dem Handballspielen. Über den Wuppertaler SV und CDG Wuppertal kam sie 1995 zum TV Beyeröhde und erreichte dort 2007 den Aufstieg in die Bundesliga. 2008 stieg sie mit dem TVB in die 2. Bundesliga und 2010 in die 3. Liga ab. Am 15. Januar 2011 beendete sie ihre Karriere.